# Mrówczynek żółtobrewy
Mróczynek żółtobrewy (Herpsilochmus gentryi) – gatunek małego ptaka z rodziny chronkowatych (Thamnophilidae). Występuje we wschodnim Ekwadorze i północnym Peru. Opisany po raz pierwszy w 1998. Nie jest zagrożony wyginięciem. 

## Taksonomia
Po raz pierwszy gatunek opisali Bret M. Whitney i José Alvarez Alonso, opis ukazał się w 1998 na łamach „The Auk”. Holotyp pochodził z lewego wybrzeża Río Tigre (dopływ Marañón) w środkowym biegu rzeki (3°44′S 74°32′W/-3,733333 -74,533333). Został odłowiony 23 stycznia 1993 i przekazany do Museo de Historia Natural de la Universidad Nacional Mayor de San Marcos w Limie. Autorzy nadali mu nazwę Herpsilochmus gentryi. Pozyskali również do celów badawczych inne okazy, wraz z holotypem 7 samców i 5 samic. Gatunek wraz z nazwą został zaakceptowany przez Międzynarodowy Komitet Ornitologiczny, który uznaje mrówczynka żółtobrewego za gatunek monotypowy. H. gentryi przypuszczalnie tworzy nadgatunek z mrówczynkiem gujańskim (H. stictocephalus).

## Morfologia
Długość ciała wynosi 10–11 cm, masa ciała 10,2–11 g (n=6). Długość dzioba (od nasady w czaszce) wynosi 15,5–16,8 mm (n=11), skrzydła – 46,8–50,2 mm (n=10), ogona – 35,3–38,5 mm (n=9). U holotypu skok mierzył 17,5 mm długości. Występuje dymorfizm płciowy. U samca wierzch i tył głowy czarne. Wyróżnia się długa żółtawa brew. Kantarek i pasek za okiem czarne. Wierzch ciała ciemnoszary, pokryty nieregularnymi, czarnymi plamami. Między barkówkami na grzbiecie biała plama. Skrzydła czarne, lotki na dalszej od nasady części mają białe krawędzie. Pokrywy skrzydłowe zakończone są na biało. Ogon stopniowany z czarnymi sterówkami, przez ich wewnętrzne chorągiewki przebiega biały pas, zakończenie również czarne. Boki głowy, gardło i spód ciała żółte, na bokach ciała z domieszką oliwkowego. Samicę wyróżnia obecność małych, pomarańczowych plamek na czole, które ciągną się dalej na wierzch głowy, gdzie mają już barwę żółtawą. Spód ciała ciemniejszy. U holotypu tęczówka była ciemnobrązowa.

## Zasięg występowania
Mrówczynki żółtobrewe występują we wschodnim Ekwadorze (południowo-wschodnia prowincja Pastaza) i północnym Peru (region Loreto na zachód od rzeki Napo i na północ od rzeki Marañón).

## Ekologia i zachowanie
Niegdyś uznawano, że mrówczynki żółtobrewe zasiedlają jedynie dwa rzadkie i punktowo rozmieszczone typy lasów rosnących na terra firme; możliwe, że w Ekwadorze zasiedla i trzeci typ. Prawdopodobnie zasięg gatunku ograniczony jest właśnie do nizinnych lasów rosnących na terra firme, na ubogich glebach bielicoziemnych oraz tych powstałych z kwarcytów; stwierdzany do wysokości 200 m n.p.m. (jednak holotyp pozyskano na wysokości 250 m n.p.m.). W Peru lasy tego typu nazywane są irapayal i varillal. Niewiele wiadomo o zwyczajach żywieniowych mrówczynków żółtobrewych. Żywią się owadami, prawdopodobnie głównie motylami i gąsienicami. Żerują w parach, pojedynczo lub w grupach rodzinnych 15–40 m nad ziemią, zwykle w stadach wielogatunkowych. Poszukują pożywienia w większości w zewnętrznych rejonach koron drzew.
Rozród słabo poznany; obserwacje i badania osobników młodocianych wskazują na okres opierzania się piskląt w lutym–marcu.

## Status i zagrożenia
Międzynarodowa Unia Ochrony Przyrody (IUCN) od 2017 uznaje mrówczynka żółtobrewego za gatunek najmniejszej troski (LC – least concern); wcześniej, od 2000 klasyfikowała go jako gatunek bliski zagrożenia (NT – near threatened). Liczebność populacji nie została oszacowana, ale ptak ten opisywany jest jako rzadki i lokalny w Ekwadorze oraz lokalnie dość pospolity w Peru. Trend liczebności populacji uznawany jest za spadkowy. Zagrożeniem dla gatunku jest wycinka lasów, ale znaczna część jego zasięgu występowania znajduje się z dala od siedzib ludzkich i nie jest zagrożona presją ze strony człowieka. W Ekwadorze gatunek wykazany jak dotąd wyłącznie z Kapawi Lodge i rezerwatu Kapawi Ecological Reserve, gdzie zdaje się być niezagrożony niszczeniem środowiska.